# Huckleberry Hound
Huckleberry "Huck" Hound és un personatge de dibuixos animats fictici, un coonhound antropomòrfic blau que té una personalitat relaxada, dolça i ben intencionada. Va aparèixer per primera vegada a la sèrie The Huckleberry Hound Show. El dibuix va ser un dels sis programes de televisió que va guanyar un premi Emmy el 1960 com a "èxit destacat en el camp de la programació infantil"; la primera sèrie d'animació que va rebre aquest premi.
La majoria dels seus curtmetratges consistien en que Huck intentava realitzar feines en diferents camps, des del policia fins al caçador de gossos, amb resultats que fallaven, però que normalment acabaven sortint, ja fos per una persistència lenta o per pura sort. Huck no semblava existir en un període concret, ja que també va ser gladiador romà, cavaller medieval i científic de coets. Mai va aparèixer en dibuixos animats futuristes, només en aquells ambientats en el present (als anys 50) o en el passat.

## Concepte i creació
El 1953, Tex Avery va crear un personatge conegut com el Llop del Sud per als seus dibuixos animats de MGM The Three Little Pups i Billy Boy. Introduït com a antagonista de Droopy, el llop tenia un arrossegament meridional i maneres relaxats proporcionats per Daws Butler. El tret més memorable del personatge era que quan li passava alguna cosa dolorosa o desagradable, el Llop no perdia mai la calma; en canvi, parlava tranquil·lament amb el públic o seguia xiulant la cançó "Year of Jubilo". Després que Avery va deixar MGM, William Hanna i Joseph Barbera van produir dos curts més amb el personatge. En dos dels seus dibuixos animats (Billy Boy i Blackboard Jumble), el llop feia un paper que era exactament com un curt habitual de Huckleberry Hound, a part del seu ús freqüent de l'argot, i de la repetició de paraules semblants a l'eco que només tenia a Billy Boy. Mentre que Sheep Wrecked va ser l’aparició final del llop, Huckleberry es pot considerar la seva reencarnació.
El nom de Huckleberry és una referència a la clàssica novel·la estatunidenca Les aventures de Huckleberry Finn, escrita per Mark Twain. Hanna i Barbera gairebé van anomenar l’ Os Yogi l'“Os Huckleberry”.
Als dibuixos animats originals el 1958 li va donar veu Daws Butler, que abans havia donat una veu i una caracterització similars al personatge de gos de Ruff i Reddy. La veu de Huck estava inspirada en realitat per un veí de la dona de Butler, Myrtis Martin, a la seva ciutat natal Albemarle, Carolina del Nord. Butler visitaria Myrtis i la seva família i parlaria amb el veí que era veterinari. Butler va trobar la veu de l’home divertida i la va recordar quan va arribar el moment de posar la veu a Huck. La veu tenia similituds amb la d'Andy Griffith, que també basava el seu accent de personatge en una ciutat rural de Carolina del Nord (en el cas de Griffith, Mount Airy), i Hanna-Barbera eren coneguts per les veus dels seus personatges en ser paròdies de famosos coneguts; Butler, que feia aproximadament una dècada que feia servir l’accent abans que Griffith es fes famós, va negar utilitzar Griffith com a inspiració.
La veu de Huckleberry era originalment forta, entusiasta i alegre, per adaptar-se a la seva ocupació de showman. A mesura que l'espectacle avançava, es va feir més profunda i més tranquila.

## Paper en produccions posteriors
- Huckleberry, Yogi, Boo Boo, Quick Draw McGraw, Magilla Gorilla i Snagglepuss van viatjar per Amèrica a la sèrie de mitja hora Yogi's Gang. Estrenada el 1973, els personatges van viatjar en Ark Lark, un globus aerostàtic. Van resoldre problemes, inclosos els residus i la contaminació, el fanatisme del senyor Bigot i altres qüestions diverses.[12]
- Huckleberry va aparèixer com a membre de l'equip "The Yogi Yahooeys" a Scooby's All-Star Laff-A-Lympics del 1977 al 1979.
- El segment Galaxy Goof-Ups de la cursa espacial Yogi de la sèrie de 1978 comptava amb nous personatges com Captain Snerdley, Scare Bear i Quack-Up the Duck amb els retornats Huckleberry i Yogi, viatjant a través de l'espai fins a diversos planetes d’una cursa per tota la galàxia. La sèrie aviat es va dividir en el seu propi programa de mitja hora on Huckleberry Hound, Yogi, Scare Bear i Quack-Up són ineptes agents de policia intergalàctics.
- Yogi's First Christmas va comptar amb Huckleberry i altres que ajudaven l'os Yogi a evitar que el propietari de Jellystone Lodge el destrocés.
- La sèrie sindicada The Funtastic World of Hanna-Barbera va incloure un segment el 1985 anomenat Yogi's Treasure Hunt; Huckleberry va aparèixer al costat de personatges com ara Yogi i Boo Boo, Quick Draw McGraw, Snagglepuss, Dick Dastardly i Muttley i Top Cat. Aquest espectacle també representa a Huck en el seu alter ego de superherois anomenat "Huckle Hero".
- El 1987, va aparèixer a la pel·lícula de televisió Yogui Bear and the Magical Flight on the Spruce Goose, viatjant per tot el món, salvant animals i defensant-se del Dread Baron i Mumbly.
- La reaparició en paper protagonista de Huck va ser a la pel·lícula televisiva ambientada a l'oest americà The Good, the Bad, and Huckleberry Hound, estrenada el 1988, on va ser retratat com un "misteriós desconegut" que s'acaba convertint en un sheriff de la ciutat i s'enamora de la fill del cap dels indis, Desert Flower.
- Huckleberry va aparèixer quan era adolescent a la sèrie Yo Yogi!, amb la veu original de Greg Berg. Wee Willie també va aparèixer quan era adolescent amb els seus efectes vocals fets per Rob Paulsen.
- Huckleberry juntament amb altres personatges de Hanna-Barbera com Fred Flintstone, Barney Rubble, Wilma Flintstone, Betty Rubble, Yogi, Scooby-Doo i George Jetson van aparèixer al programa en viu Hanna-Barbera Gala Celebrity Nite al parc d’atraccions australià Wonderland Sydney de 1997. Keith Scott va proporcionar les veus de tots els personatges (excepte Wilma i Betty, que van tenir la veu de Robyn Moore), inclòs el mateix Huckleberry.
- L'11 de juny de 2000, Cartoon Network va emetre un curtmetratge d'animació anomenat "Sound Hound" com a part d'una sèrie d'animacions curtes anomenades "Cartoon Network Shorties" que finalment es traslladarien amb les curtes animacions musicals conegudes com "Cartoon Network Groovies" al seu altre canal dedicat als clàssics antics, Boomerang. El curt inclou Huckleberry com a personatge principal, amb la veu de Maurice LaMarche. Intentant cantar la seva cançó d’autor "Oh My Darling Clementine".
- Huckleberry Hound apareix a l'episodi de Johnny Bravo "Back on Shaq", amb la veu de James Arnold Taylor. Apareix com l'encant de la bona sort de Seth Green en el seu partit de bàsquet contra Shaquille O'Neal i Johnny Bravo.
- Huckleberry va fer un cameo a l'episodi "Droopy Botox" de la pel·lícula Harvey Birdman, Attorney at Law.
- Huckleberry va aparèixer com a estrella convidada en el reinici de Wacky Races del 2017, amb la veu original de Billy West. En un episodi de "Hong Kong Screwy", apareix com el doble de Peter Perfect en escenes on els corredors i Hong Kong Phooey lluiten contra els soldats de la malvada organització K.I.T.T.Y. dirigida per Golden Paw. En l'altre episodi "Slow and Steady", Huck s'uneix als corredors i Ricochet Rabbit en un salt a través de les muntanyes dels Apalatxes.
- Huckleberry va aparèixer com a amic de Snagglepuss i amant de Quick Draw McGraw a la minisèrie de còmics de sis números Exit, Stage Left!: The Snagglepuss Chronicles.[14]
- Huckleberry va aparèixer a Green Lantern / Huckleberry Hound Special nº 1.[15]
- Huckleberry apareixerà a la propera sèrie Jellystone![16]

## En altres mitjans
- Huckleberry Hound és el narrador cantant d'una gravació paròdica de la cançó de Lorne Greene, "Ringo", "Bingo, Ringo", on el gos es troba amb un home que sembla que s'assembla al bateria de The Beatles Ringo Starr, enfatitzat amb una percussió considerable.[17]
- Huckleberry Hound in Hollywood Capers és un joc d'ordinador de 1993 per a MS-DOS, Amiga i Atari ST, publicat només a Europa. De fet, es va adaptar d'un joc anterior, Dino Jr. in Canyon Capers.[18]